# متحف أحمد شوقي
متحف أحمد شوقي هو متحف يقع على كورنيش النيل في الجيزة بمصر. كرّس هذا المتحف تكريما «لأمير الشعراء» الشاعر المصري كردي الأصل أحمد شوقي. والذي كان يعيش في حي المطرية أحد أحياء القاهرة، قرب قصر الخديوي عباس حلمي الثاني في القبة حتى نفي.
بعد عودته إلى مصر بنى منزلا جديدا في الجيزة أطلق عليه «كرمة ابن هاني». منزل الجيزة ذلك صار لاحقاً «متحف أحمد شوقي».
اتخذ بناء المنزل تصميما مسرفا لقصر أبيض اللون محاط بحديقة خضراء، افتتح المتحف رسميا في 17 يونيو 1977. يوجد في حديقة المتحف تمثال كبير للشاعر من البرونز قام بنحته الفنان المصري جمال السجيني. حيث تم إزاحة الستار عن التمثال في الذكرى الخمسون لوفاة الشاعر. من جهتها أمرت الحكومة الإيطالية في 1962 بصناعة تمثال للشاعر أحمد شوقي ليوضع في حدائق فيلا بورغيزي أحد أشهر وأكبر حدائق روما، بوصفه فنّانا عالميا. حضر حفل تدشين التمثال آنذاك وزيرا الثقافة في مصر وإيطاليا إضافة لعمدة روما وعدد من الفنانين العرب والشعراء والكتاب.
داخل المتحف
في الطابق الأرضي في جناح محمد عبد الوهاب والذي يشمل مكتبة أحمد شوقي والتي تحوي 332 كتابا إضافة لمسودات مخطوطات لشعره بخط يده. هناك أيضا أعمال منسوبة للمطرب والملحن محمد عبد الوهاب الذي قدمه أحمد شوقي إلى الفن والذي قدم أعمالا من كتابة أحمد شوقي. كما توجد مكتبة سمعية عالية التقنية في المتحف تحوي تسجيلات لأداء غنائي لعبد الوهاب بحضور أحمد شوقي.

الطابق العلوي يتضمن غرفة نومه إضافة لغرفة نوم زوجته خديجة شاهين. كما يوجد بغرفة أخرى بالطابق العلوي أكثر من 750 مخطوطة ومسودة لأعمال الشاعر ومجموعة من اللوحات الزيتية والتحف والصور التي تتعلق بحياة أحمد شوقي.
كما توجد غرفة أخرى تحوي عدد من الجوائز والأوسمة وشهادات التقدير والهدايا التي حصل عليها الشاعر الراحل.

## معرض صور

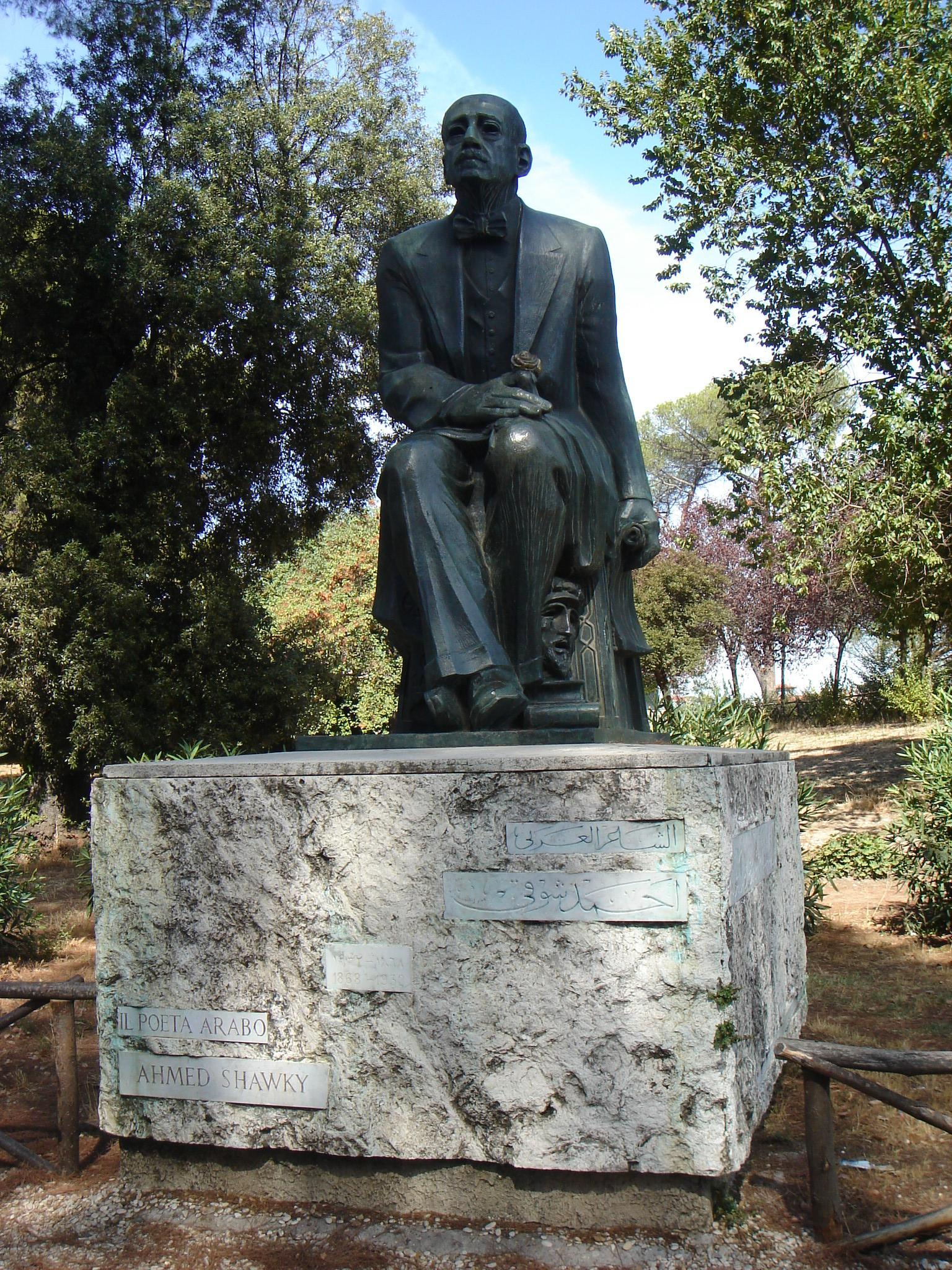
تمثال للشاعر أحمد شوقي في حدائق فيلا بورغيزي في روما. يملك المتحف نسخة عن هذا التمثال في المتحف
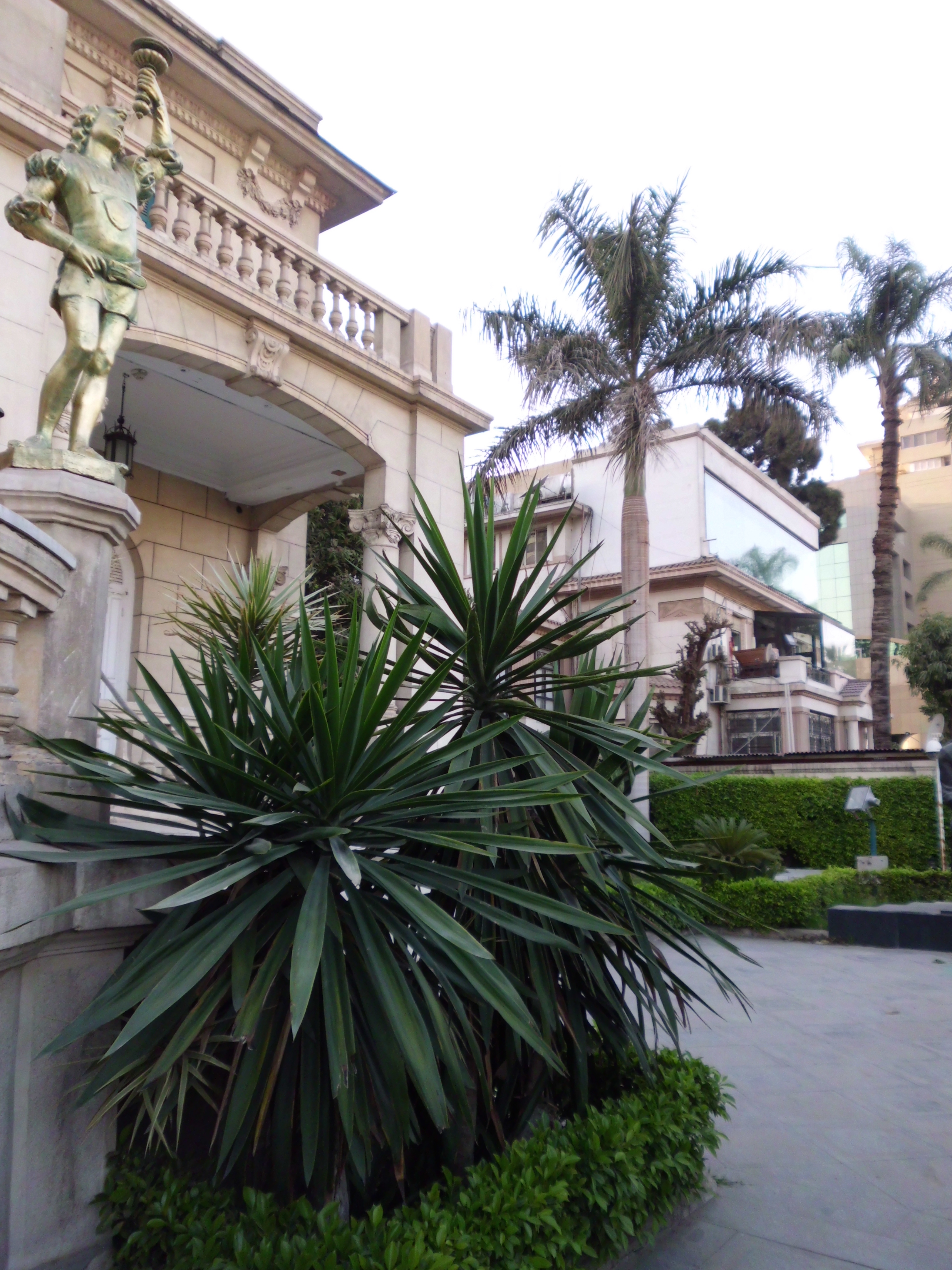
جانب من مبنى المتحف
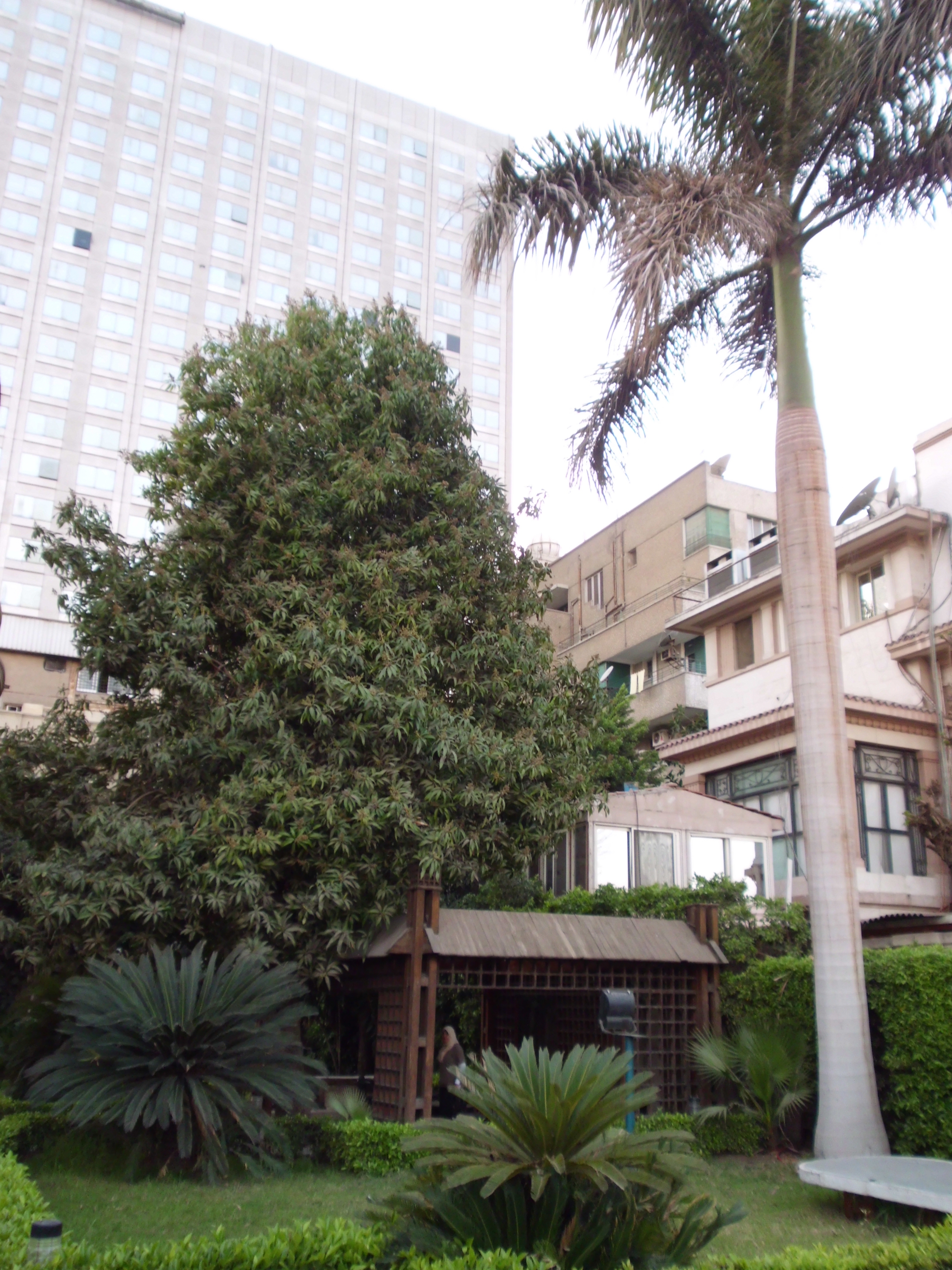
حديقة المتحف
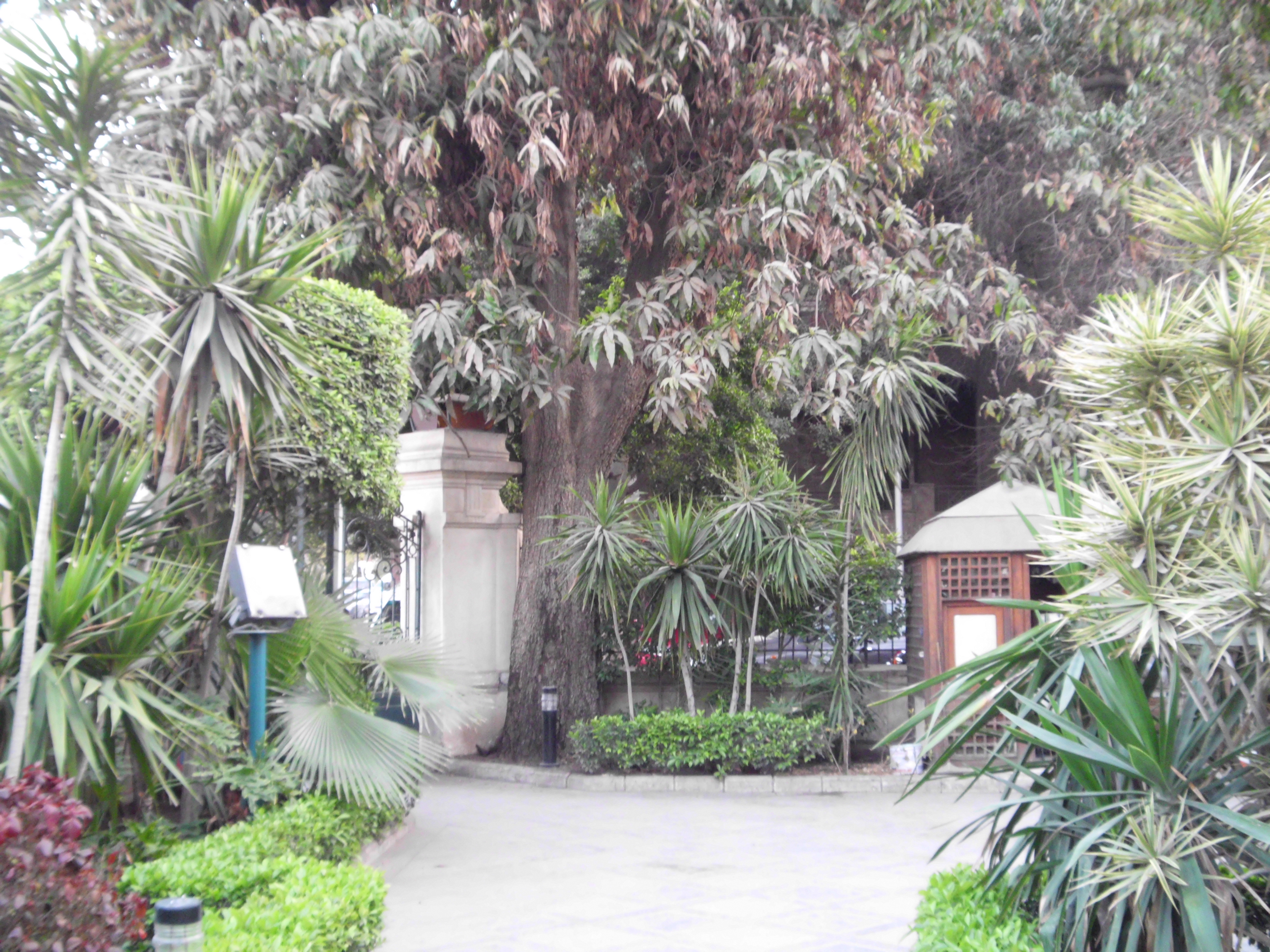
مدخل المتحف

## وصلات خارجية
- الموقع الرسمي